# Golden Foot
Der Golden Foot ist eine jährliche Auszeichnung für Fußballspieler, die vom Fußballmanagement-Unternehmen World Champions Club ins Leben gerufen wurde und vom Tourismusverband Monaco beworben wird. Die Veranstaltung, bei welcher der Preisträger seine Auszeichnung erhält, steht unter der Schirmherrschaft von Fürst Albert II., der die Auszeichnung auch übergibt.
Die Preisträger des Golden Foot hinterlassen auf der Champions Promenade, einem „Walk of Fame“ des Fußballs in Monaco, ihren Fußabdruck.
Laut offiziellen Website der Auszeichnung müssen die Preisträger, die für ihre gesamte Karriere geehrt werden, mindestens 28 Jahre alt, aber immer noch Aktiver sein, sowohl als Einzelsportler als auch im Team besondere Leistungen erbracht haben und durch ihre Persönlichkeit herausstechen. Eine Jury, die sich aus Medienpartner des Golden Foot zusammensetzt, wählt zehn passende Kandidaten aus und die User der offiziellen Website bestimmen aus diesen wiederum via Internetwahl den Preisträger.
Der Golden Foot kann von jedem Spieler nur einmal gewonnen werden. Allerdings können Spieler mehrmals für die Auszeichnung nominiert werden, sollten sie die Auszeichnung noch nicht gewonnen haben.

## Preisträger
| Jahr | Spieler              |
| ---- | -------------------- |
| 2003 | Roberto Baggio       |
| 2004 | Pavel Nedvěd         |
| 2005 | Andrij Schewtschenko |
| 2006 | Ronaldo              |
| 2007 | Alessandro Del Piero |
| 2008 | Roberto Carlos       |
| 2009 | Ronaldinho           |
| 2010 | Francesco Totti      |
| 2011 | Ryan Giggs           |
| 2012 | Zlatan Ibrahimović   |
| 2013 | Didier Drogba        |
| 2014 | Andrés Iniesta       |
| 2015 | Samuel Eto’o         |
| 2016 | Gianluigi Buffon     |
| 2017 | Iker Casillas        |
| 2018 | Edinson Cavani       |
| 2019 | Luka Modrić          |
| 2020 | Cristiano Ronaldo    |
| 2021 | Mohamed Salah        |
| 2022 | Robert Lewandowski   |

## Legenden
Auf der Gala, bei welcher der Gewinner des Golden Foot seine Auszeichnung erhält, werden zusätzlich jedes Jahr aktive und ehemalige Spieler als Legenden geehrt. Auch sie erhalten die Möglichkeit, ihre Fußabdrücke auf der Champions Promenade zu hinterlassen. Bisher erhielten folgende Spieler diese Ehrung:
| Jahr | Spieler                       |
| ---- | ----------------------------- |
| 2003 | Eusébio                       |
| 2003 | Just Fontaine                 |
| 2003 | Diego Maradona                |
| 2003 | Gianni Rivera                 |
| 2004 | Alfredo Di Stéfano            |
| 2004 | Michel Platini                |
| 2004 | Dino Zoff                     |
| 2005 | George Best                   |
| 2005 | Francisco Gento               |
| 2005 | Roberto Rivelino              |
| 2005 | Luigi Riva                    |
| 2005 | George Weah                   |
| 2006 | Giacinto Facchetti            |
| 2006 | Alcides Ghiggia               |
| 2006 | Raymond Kopa                  |
| 2006 | Ferenc Puskás                 |
| 2006 | Zico                          |
| 2007 | Mario Kempes                  |
| 2007 | Gerd Müller                   |
| 2007 | Romário                       |
| 2007 | Paolo Rossi                   |
| 2007 | Christo Stoitschkow           |
| 2008 | Aldair                        |
| 2008 | Ihor Bjelanow                 |
| 2008 | Luis Suárez                   |
| 2008 | Zinédine Zidane               |
| 2009 | Zbigniew Boniek               |
| 2009 | Oleh Blochin                  |
| 2009 | René Higuita                  |
| 2009 | Karl-Heinz Rummenigge         |
| 2009 | Nílton Santos                 |
| 2010 | Giancarlo Antognoni           |
| 2010 | Franz Beckenbauer             |
| 2010 | Dunga                         |
| 2010 | Hugo Sánchez                  |
| 2010 | Francisco Varallo             |
| 2011 | Luís Figo                     |
| 2011 | Ruud Gullit                   |
| 2011 | Rabah Madjer                  |
| 2011 | Abédi Pelé                    |
| 2011 | Javier Zanetti                |
| 2012 | Éric Cantona                  |
| 2012 | Pelé                          |
| 2012 | Lothar Matthäus               |
| 2012 | Franco Baresi                 |
| 2013 | Carlos Valderrama             |
| 2013 | Osvaldo Ardiles               |
| 2013 | Jean-Pierre Papin             |
| 2014 | Hakan Şükür                   |
| 2014 | Jean-Marie Pfaff              |
| 2014 | Roger Milla                   |
| 2014 | Antonín Panenka               |
| 2014 | Hidetoshi Nakata              |
| 2014 | Mia Hamm                      |
| 2015 | Gheorghe Hagi                 |
| 2015 | Daniel Passarella             |
| 2015 | David Trezeguet               |
| 2015 | Rinat Dassajew                |
| 2016 | Frank de Boer                 |
| 2016 | Claudio Ranieri               |
| 2016 | Carles Puyol                  |
| 2016 | Deco                          |
| 2017 | Roberto Mancini               |
| 2017 | Michael Owen                  |
| 2017 | Marcel Desailly               |
| 2017 | Oliver Kahn                   |
| 2017 | Li Ming                       |
| 2018 | Leonardo Nascimento de Araújo |
| 2018 | Clarence Seedorf              |
| 2018 | Andrea Pirlo                  |
| 2018 | Marcello Lippi                |
| 2018 | Didier Deschamps              |
| 2019 | José Altafini                 |
| 2019 | Falcão                        |
| 2019 | Carolina Morace               |
| 2019 | Patrick Vieira                |